# Phytomyza xiphochaeta
Phytomyza xiphochaeta är en tvåvingeart som beskrevs av Friedrich Georg Hendel 1935. Phytomyza xiphochaeta ingår i släktet Phytomyza och familjen minerarflugor. Inga underarter finns listade i Catalogue of Life.